# Mondigny
Mondigny ist eine französische Gemeinde mit 193 Einwohnern (Stand 1. Januar 2022) im Département Ardennes in der Region Grand Est (vor 2016 Champagne-Ardenne). Sie gehört zum Arrondissement Charleville-Mézières, zum Kanton Nouvion-sur-Meuse und zum Gemeindeverband Crêtes Préardennaises.

## Geographie
Umgeben wird Mondigny von den Nachbargemeinden Warnécourt im Norden, Évigny im Nordosten, Champigneul-sur-Vence im Osten, Guignicourt-sur-Vence im Süden, Gruyères im Westen sowie Fagnon im Nordwesten.

## Bevölkerungsentwicklung
| Jahr                       | 1962 | 1968 | 1975 | 1982 | 1990 | 1999 | 2004 | 2009 | 2019 |
| -------------------------- | ---- | ---- | ---- | ---- | ---- | ---- | ---- | ---- | ---- |
| Einwohner                  | 76   | 83   | 90   | 131  | 150  | 147  | 172  | 179  | 185  |
| Quellen: Cassini und INSEE |      |      |      |      |      |      |      |      |      |

## Sehenswürdigkeiten

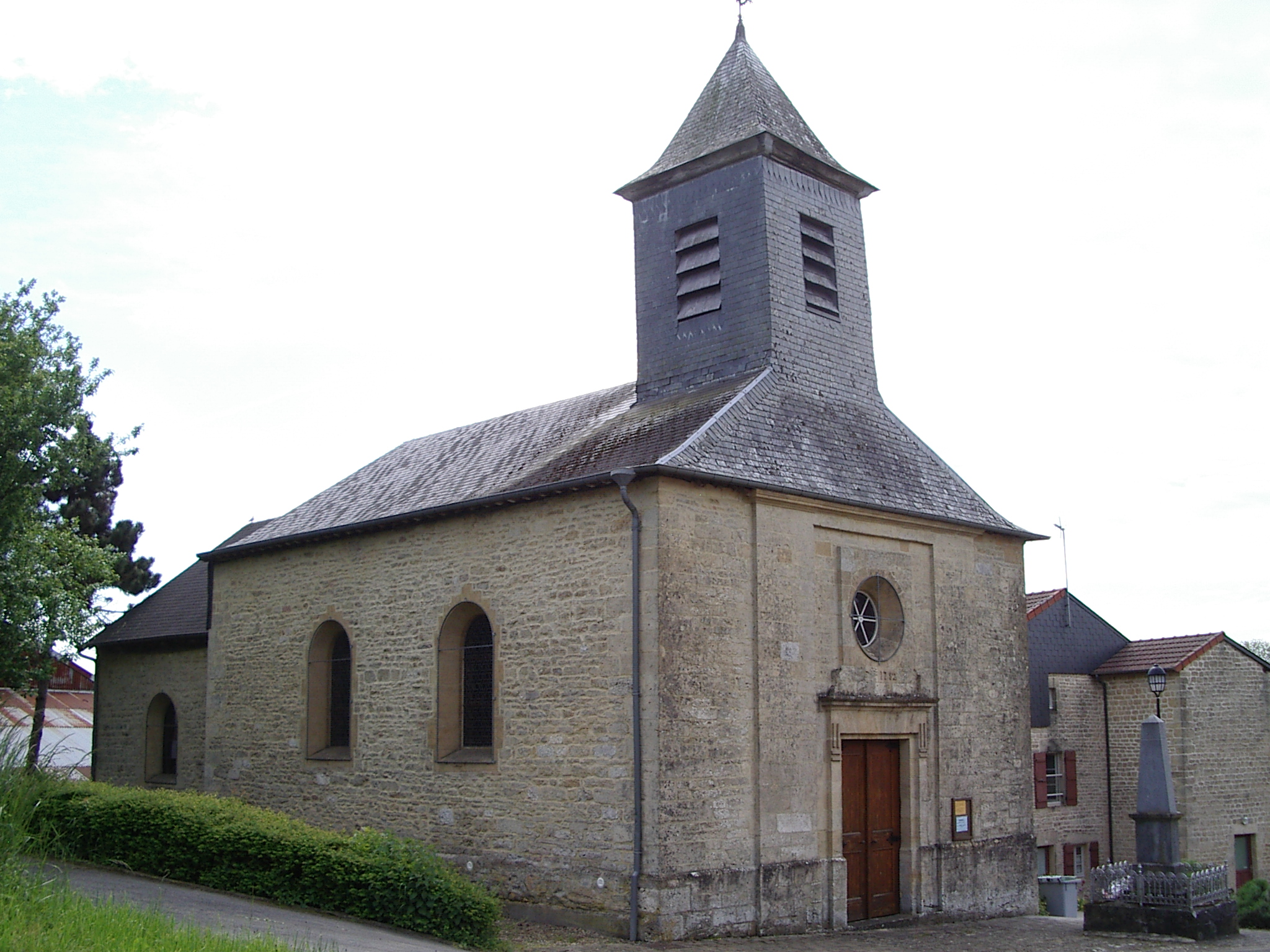
Kirche Saint-Pierre-aux-Liens

- Kirche Saint-Pierre-aux-Liens